# Tavares, Florida
Tavares är en stad (city) i Lake County, i delstaten Florida, USA. Enligt United States Census Bureau har staden en folkmängd på 14 133 invånare (2011) och en landarea på 24,6 km². Tavares är huvudort i Lake County.